# Ernest Wamba dia Wamba
Ernest Wamba dia Wamba, född 1942, död 15 juli 2020, var en kongolesisk politiker och tidigare rebelledare.
Wamba dia Wamba föddes i Sundi-Lutete, i dåvarande Belgiska Kongo. Han gick i svenska missionsskolor och växte upp under en tid då Simon Kimbangus profetrörelse och Bakongofolkets förenings (ABAKO) kamp för självständighet skapade turbulens bland folket. När ABAKO splittrades, engagerade Wamba sig i den gren som leddes av Daniel Kanza.
Efter studier, arbete och politiskt engagemang utomlands valdes Wamba i början av det Andra kongokriget till ledare för motståndsrörelsen Samling för kongolesisk demokrati (RCD). Denna organisation splittrades dock snart, tack vare motsättningar mellan regeringarna i Uganda och Rwanda, som backat upp den.
Den 16 maj 1999 sparkades Wamba som ledare för RCD och flydde till Kisangani där han, uppbackad av Uganda, bildade egen motståndsgrupp RCD-Kisangani (RCD-K). Denna organisation kom i sin tur att splittras i RCD-Wamba (RCD-W), ledd av Wamba och RCD-Befrielserörelsen (RCD-ML), ledd av Mbusa Nyamwisi.
Sedan Wamba 2001 avvisat en ugandiskt förslag om att slå samman motståndsrörelserna RCD-W, RCD-ML och Kongos befrielserörelse (MLC) så fortsatte hans egen organisation att upplösas till en nivå där den helt saknade militär styrka.
Detta till trots kom Wamba dia Wamba att spela en viktig roll i den övergångsregering som tillsattes vid krigsslutet och han blev en aktad senator i Demokratiska republiken Kongo.